# José Cetale
José Cetale, noto anche solo come Cetale (San Paolo, 23 febbraio 1939 – San Paolo, 21 luglio 2013), è stato un calciatore brasiliano.

## Biografia
Figlio di un argentino di origine italiana e di una uruguaiana di origine spagnola, José Ortiz Cetale nacque a San Paolo in Brasile. La sua carriera di calciatore si svolse tra il paese natio, la Colombia e gli Stati Uniti d'America. Alla fine del XX secolo si trova ad affrontare delle grosse difficoltà economiche poi successivamente superate. Muore nel luglio 2013 a causa dell'aggravamento dei problemi respiratori che lo avevano costretto al ricovero in ospedale.

## Carriera
Si forma nel Corinthians, nel 1956 viene ingaggiato dal Nacional di San Paolo.
Nel 1958 viene ingaggiato dal Botafogo, società con cui vince numerose competizioni statali, tra cui due campionati Carioca, ed il Torneo Rio-San Paolo 1962. Agli inizi del 1961 si fece notare per la sua ottima prestazione in una amichevole a Milano contro il Milan, in cui marca ottimamente l'attaccante rossonero José Altafini.
Nel 1962 si trasferisce in Colombia per giocare con il Deportivo Cali e fu tra i protagonisti del vittorioso Campeonato Profesional 1965, che terminò con la prima affermazione del club di Cali in ambito nazionale.
La stagione seguente è chiusa  al sesto posto.
Nel 1967 viene ingaggiato dal Chicago Spurs, società militante in NPSL I. Con gli Spurs non esordirà mai in una partita ufficiale.

## Palmarès
- Campionato Carioca: 2

Botafogo: 1961, 1962
- Torneio Início do Rio de Janeiro: 2

Botafogo: 1961, 1962
- Torneo Rio-San Paolo: 1

Botafogo: 1962
- Campionato colombiano: 1

Deportivo Cali: 1965